# Encanto (filme)
Encanto é um filme estadunidense de animação digital dos gêneros fantasia e musical produzido pela Walt Disney Pictures e Walt Disney Animation Studios a ser distribuído pela Walt Disney Studios Motion Pictures. O 60.º filme produzido pelo estúdio, é dirigido por Byron Howard e Jared Bush, codirigido por Charise Castro Smith e escrito por Bush e Castro Smith com canções de Lin-Manuel Miranda.
Encanto segue uma família colombiana multigeracional, os Madrigal, liderados por uma matriarca (Abuela), cujos filhos e netos — com exceção de Mirabel Madrigal (Mari Evangelista) — recebem dons mágicos de um milagre que os ajuda a servir as pessoas em sua comunidade rural chamada de Encanto. Quando Mirabel descobre que a família está perdendo sua magia, ela parte para descobrir o que está acontecendo, e salvar sua família e sua casa mágica.
Encanto estreou no El Capitan Theatre em Los Angeles em 3 de novembro de 2021, e foi lançado nos Estados Unidos em 24 de novembro durante uma exibição teatral de 30 dias devido à pandemia de COVID-19. Também foi lançado em formatos 3D, 2D e D-BOX. Arrecadou mais de US$ 256 milhões em todo o mundo com um orçamento de US$ 120 a 150 milhões, e alcançou um notável sucesso comercial quando foi lançado no serviço de streaming Disney+ em 24 de dezembro de 2021. Sua trilha sonora se tornou viral e alcançou o número um nas paradas da Billboard 200 e UK Compilation Albums; "We Don't Talk About Bruno" e "Surface Pressure" foram suas duas músicas de maior sucesso, com a primeira atingindo a primeira posição na Billboard Hot 100 e a UK Singles Chart por várias semanas.
Após o lançamento mundial, Encanto recebeu aclamação da crítica por sua caracterização, música, animação, dublagem, profundidade emocional e fidelidade cultural. Muitas publicações descreveram o filme como um fenômeno cultural. O filme foi indicado para três prêmios na 94ª cerimônia do Oscar, ganhando o prêmio de Melhor Longa-Metragem de Animação e também recebeu diversos vários outros elogios.

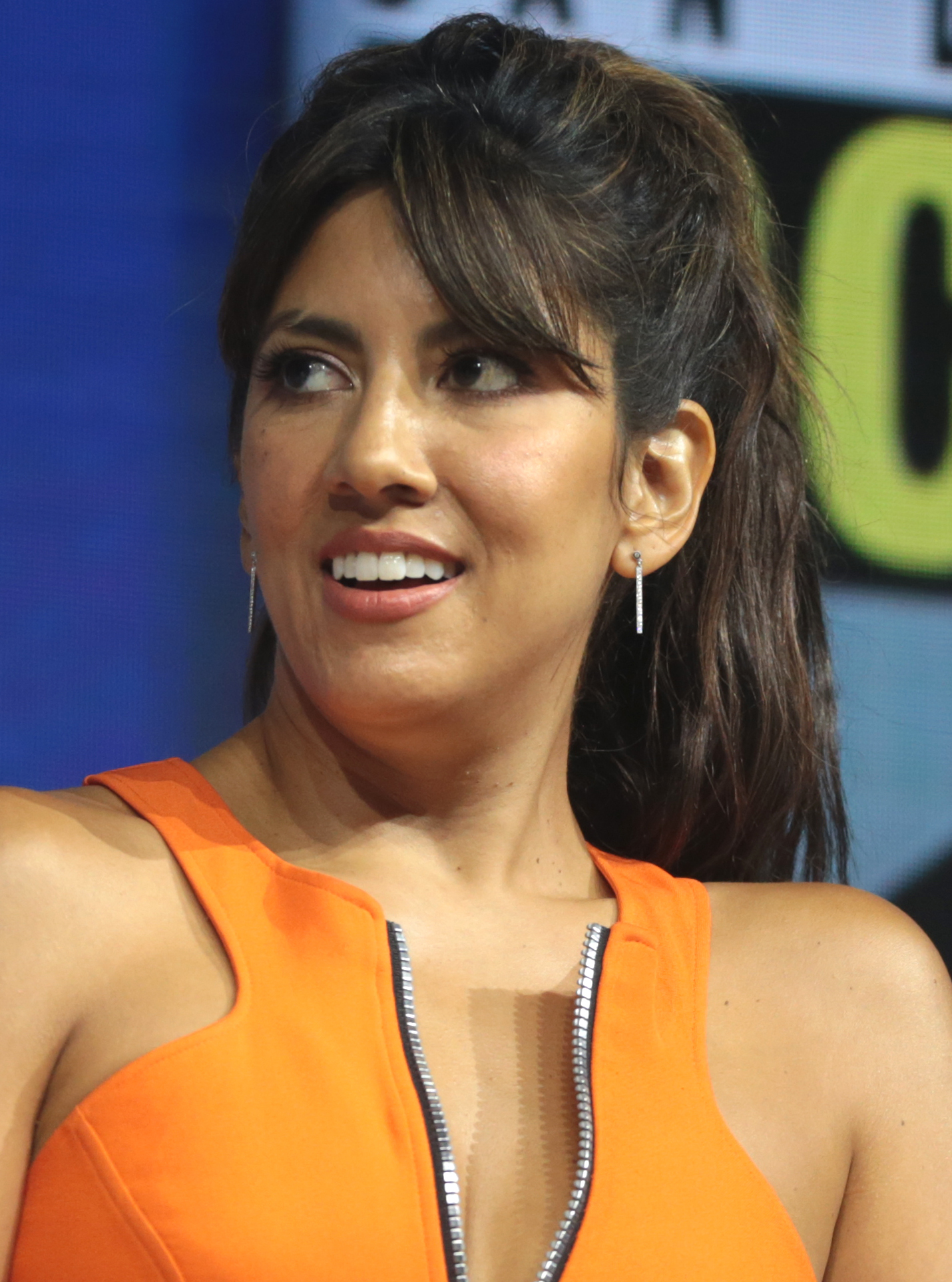
Stephanie Beatriz voz original de Mirabel Madrigal

## Elenco
| Personagem           | Voz original         | Dubladores          | Dobradores         |
| -------------------- | -------------------- | ------------------- | ------------------ |
| Mirabel Madrigal     | Stephanie Beatriz    | Mari Evangelista    | Carina Leitão      |
| Abuela/Alma Madrigal | María Cecilia Botero | Márcia Fernandes    | Custódia Gallego   |
| Luisa Madrigal       | Jessica Darrow       | Lara Suleiman       | Mariana Pacheco    |
| Isabela Madrigal     | Diane Guerrero       | Larissa Cardoso     | Vânia Pereira      |
| Bruno Madrigal       | John Leguizamo       | Sérgio Rufino       | Heitor Lourenço    |
| Julieta Madrigal     | Angie Cepeda         | Andrezza Massei     | Mónica Garcez      |
| Pepa Madrigal        | Carolina Gaitán      | Veridiana Benassi   | Ana Cloe           |
| Dolores Madrigal     | Adassa               | Jeniffer Nascimento | Sissi Martins      |
| Antonio Madrigal     | Ravi-Cabot Convers   | Lucas Kumode        | Filipe Oom         |
| Camilo Madrigal      | Rhenzy Feliz         | Filipe Bragança     | Alexandre Carvalho |
| Agustín Madrigal     | Wilmer Valderrama    | Roberto Rocha       | Pedro Pernas       |
| Félix Madrigal       | Mauro Castillo       | Claudio Galvan      | Pedro Bargado      |
| Mariano Guzman       | Maluma               | Felipe Araújo       | Diogo Mesquita     |
| Senhora Guzman       | Rose Portillo        | Zayra Zordan        | Carmen Santos      |

## Produção

### Desenvolvimento
Em novembro de 2016, Lin-Manuel Miranda revelou que John Lasseter, o então diretor criativo da Walt Disney Animation Studios, apresentou a ele uma ideia para um projeto de animação ao lado do diretor Byron Howard. Miranda disse que, embora o trabalho no projeto já tenha começado até então, ele ainda estava em estágios iniciais de desenvolvimento.
Em 29 de janeiro de 2020, foi relatado que o Walt Disney Animation Studios estava desenvolvendo um filme de animação centrado em uma família colombiana, marcando a primeira vez que um filme de animação da Disney é centrado em personagens sul-americanos. Howard e Jared Bush, que anteriormente co-dirigiram Zootopia (2016) da Disney, dirigiam o projeto, enquanto Clark Spencer e Yvett Merino Flores produziriam o filme. Bush também escreveria o roteiro ao lado de Charise Castro Smith.
Em 18 de junho de 2020, o título provisório foi revelado como Encanto. O projeto também foi confirmado como o filme de que Miranda falava em 2016, e foi relatado que era centrado em uma garota em uma família mágica. Enquanto os relatórios iniciais diziam que o filme seria ambientado no Brasil, Miranda afirmou em 22 de junho de 2020, que na verdade seria ambientado na Colômbia. No mesmo dia, também foi relatado que Castro Smith seria co-diretora do filme, além de co-escrever o roteiro.
No Disney Investors, o filme foi anunciado oficialmente com a exibição de um clipe.

### Música
Em junho de 2020, Miranda começou a escrever as canções do filme. A trilha sonora oficial foi lançada em plataformas digitais em 19 de novembro de 2021.

#### Versão Brasileira
1. Família Madrigal - por Mari Evangelista, Márcia Fernandes e Elenco[16]
2. Só Um Milagre Pode Me Ajudar - Mari Evangelista
3. Estou Nervosa - Lara Suleiman
4. Não Falamos do Bruno - Veridiana Benassi, Claudio Galvan, Jeniffer Nascimento, Filipe Bragança, Larissa Cardoso, Mari Evangelista e Elenco
5. Que Mais Vou Fazer? - Larissa Cardoso e Mari Evangelista
6. Dos Oruguitas - Sebastián Yatra
7. Vocês - Mari Evangelista, Márcia Fernandes, Sergio Rufino, Jeniffer Nascimento, Andrezza Massei, Felipe Araújo e Elenco.
8. Colombia, Mi Encanto - Carlos Vives
9. Dos Oruguitas (Créditos Finais) - Felipe Araújo

#### Versão Portuguesa
1. A Família Madrigal - por Carina Leitão, Custódia Gallego e Elenco
2. À Espera de um Milagre - Carina Leitão
3. No Fundo, Sempre - Lara Suleiman
4. Não Falamos do Bruno - Ana Cloe, Pedro Bargado, Sissi Martins, Alexandre Carvalho, Vânia Pereira, Carina Leitão e Elenco
5. O Que Mais Me Faltou? - Vânia Pereira e Carina Leitão
6. Dos Oruguitas - Sebastián Yatra
7. Todos Nós - Carina Leitão, Helena Montez, Heitor Lourenço, Sissi Martins, Mário Redondo e Elenco.
8. Colombia, Mi Encanto - Carlos Vives

## Lançamento
Encanto foi lançado nos cinemas dos Estados Unidos em 24 de novembro de 2021.